# Чемпіонат світу з веслування на байдарках і каное 2023
Чемпіонат світу з веслування на байдарках і каное 2023 відбувся з 23 по 27 серпня 2023 року в Дуйсбузі, Німеччина.

## Медальний залік
*   Країна-господарка ( Німеччина)
| Місце               | Країна              | Золото | Срібло | Бронза | Загалом |
| ------------------- | ------------------- | ------ | ------ | ------ | ------- |
| 1                   | Німеччина*          | 3      | 5      | 6      | 14      |
| 2                   | Іспанія             | 3      | 5      | 5      | 13      |
| 3                   | Канада              | 3      | 2      | 2      | 7       |
| 4                   | КНР                 | 3      | 1      | 3      | 7       |
| 5                   | Нова Зеландія       | 3      | 0      | 0      | 3       |
| 6                   | Угорщина            | 2      | 5      | 3      | 10      |
| 7                   | Португалія          | 2      | 1      | 1      | 4       |
| 8                   | Данія               | 2      | 1      | 0      | 3       |
| 9                   | Польща              | 1      | 5      | 3      | 9       |
| 10                  | Австралія           | 1      | 3      | 0      | 4       |
| 11                  | Румунія             | 1      | 1      | 1      | 3       |
| 12                  | Італія              | 1      | 0      | 1      | 2       |
| 12                  | Чилі                | 1      | 0      | 1      | 2       |
| 14                  | Куба                | 1      | 0      | 0      | 1       |
| 14                  | Литва               | 1      | 0      | 0      | 1       |
| 14                  | Узбекистан          | 1      | 0      | 0      | 1       |
| 14                  | Чехія               | 1      | 0      | 0      | 1       |
| 18                  | Грузія              | 0      | 1      | 0      | 1       |
| 19                  | Україна             | 0      | 0      | 2      | 2       |
| 20                  | Молдова             | 0      | 0      | 1      | 1       |
| 20                  | Швеція              | 0      | 0      | 1      | 1       |
| Загалом (21 збірна) | Загалом (21 збірна) | 30     | 30     | 30     | 90      |

## Результати

### Чоловіки
Неолімпійські дистанції 

#### Каное
| Дистанція  | Золото                                                       | Золото    | Срібло                                                                   | Срібло    | Бронза                                                           | Бронза    |
| ---------- | ------------------------------------------------------------ | --------- | ------------------------------------------------------------------------ | --------- | ---------------------------------------------------------------- | --------- |
| К–1 200 м  | Артур Гулієв Узбекистан                                      | 38.729    | Хоан Антоні Морено Іспанія                                               | 38.769    | Олексій Колядич Польща                                           | 39.046    |
| К–1 500 м  | Кетелін Чиріле Румунія                                       | 1:45.373  | Конрад-Робін Шейбнер Німеччина                                           | 1:45.723  | Сергій Тарновський Молдова                                       | 1:46.746  |
| К–1 1000 м | Мартін Фукса Чехія                                           | 3:45.124  | Кетелін Чиріле Румунія                                                   | 3:45.958  | Себастьян Брендель Німеччина                                     | 3:46.581  |
| К–1 5000 м | Балаж Адольф Польща                                          | 22:12.975 | Себастьян Брендель Німеччина                                             | 22:18.883 | Віктор Глазунов Польща                                           | 22:35.386 |
| К–2 500 м  | Німеччина Петер Кречмер Тім Гекер                            | 1:36.972  | КНР Лю Хао Цзі Бовень                                                    | 1:38.126  | Іспанія Каєтано Гарсія Пабло Мартінес                            | 1:38.571  |
| К–2 1000 м | Італія Ніколае Крачун Даніеле Сантіні                        | 3:34.565  | Німеччина Моріц Адам Ніко Пікерт                                         | 3:35.296  | Румунія Іліє Спрінчан Олег Нуцу                                  | 3:36.490  |
| К–4 500 м  | Іспанія Жоан Морено Пабло Гранья Мануель Фонтан Адріан С'єро | 1:30.808  | Польща Александр Квітевський Томаш Бартняк Віктор Глазунов Норман Зезула | 1:32.373  | Україна Віталій Вергелес Андрій Рибачок Дмитро Янчук Тарас Міщук | 1:32.725  |

#### Байдарка
| Дистанція  | Золото                                                   | Золото    | Срібло                                                       | Срібло    | Бронза                                                         | Бронза    |
| ---------- | -------------------------------------------------------- | --------- | ------------------------------------------------------------ | --------- | -------------------------------------------------------------- | --------- |
| Б–1 200 м  | Артурас Сея Литва                                        | 35.243    | Бадрі Кавелашвілі Грузія                                     | 35.364    | Карлос Гарроте Іспанія                                         | 35.380    |
| Б–1 500 м  | Балінт Копас Угорщина                                    | 1:36.262  | Жан ван дер Вестгейзен Австралія                             | 1:36.632  | Фернандо Пімента Португалія                                    | 1:36.908  |
| Б–1 1000 м | Фернандо Пімента Португалія                              | 3:27.12   | Адам Варга Угорщина                                          | 3:28.41   | Якоб Тордсен Німеччина                                         | 3:28.03   |
| Б–1 5000 м | Метс Педерсен Данія                                      | 19:55.467 | Фернандо Пімента Португалія                                  | 20:09.974 | Ніко Пауфлер Німеччина                                         | 20:36.042 |
| Б–2 500 м  | Португалія Жао Рібейро Мессіас Баптіста                  | 3:11.512  | Угорщина Бенце Надаш Балінт Копас                            | 3:12.366  | Іспанія Адріан дель Ріо Родріго Гермаде                        | 3:13.550  |
| Б–2 1000 м | Іспанія Педро Вазкес Іньїго Пенья                        | 3:11.512  | Угорщина Бенце Вайда Томаш Сантой-Сабо                       | 3:12.366  | Німеччина Антон Вінкельманн Леонард Буш                        | 3:13.550  |
| Б–4 500 м  | Німеччина Макс Рендшмідт Макс Лемке Якоб Шопф Том Лібшер | 1:19.183  | Угорщина Бенце Надаш Колош Чізмадіа Іштван Кулі Шандор Тотка | 1:19.570  | Україна Олег Кухарик Дмитро Даниленко Ігор Трунов Іван Семикін | 1:19.631  |

### Жінки
Неолімпійські дистанції 

#### Каное
| Дистанція  | Золото                                         | Золото    | Срібло                                                    | Срібло    | Бронза                                                       | Бронза    |
| ---------- | ---------------------------------------------- | --------- | --------------------------------------------------------- | --------- | ------------------------------------------------------------ | --------- |
| К–1 200 м  | Яріслейдіс Сірільйо Куба                       | 44.799    | Антія Жаком Іспанія                                       | 45.418    | Лінь Веньцзюнь КНР                                           | 45.623    |
| К–1 500 м  | Кеті Венсан Канада                             | 2:01.545  | Марія Корбера Іспанія                                     | 2:02.860  | Марія Майльярд Чилі                                          | 2:03.218  |
| К–1 1000 м | Марія Майльярд Чилі                            | 4:24.958  | Джесі Грант Канада                                        | 4:26.955  | Лі Лі КНР                                                    | 4:27.113  |
| К–1 5000 м | Кеті Венсан Канада                             | 25:57.255 | Софія Кішбан Угорщина                                     | 26:04.048 | Лі Лі КНР                                                    | 26:51.612 |
| К–2 200 м  | КНР Чанвень Шуай Лінь Веньцзюнь                | 42.516    | Іспанія Антія Жаком Марія Корбера                         | 42.760    | Німеччина Ліза Ян Хейді Клімке                               | 43.623    |
| К–2 500 м  | КНР Сюй Шисяо Сунь Мен'я                       | 1:52.775  | Іспанія Антія Жаком Марія Корбера                         | 1:52.916  | Канада Слоун Мак-Кензі Кеті Венсан                           | 1:52.956  |
| К–4 500 м  | КНР Шуай Ченгвень Лінь Веньцзюнь Лі Лі Ван Їнь | 1:47.186  | Німеччина Ліза Ян Хейді Клімке Аніка Лоске Офелія Преллер | 1:47.780  | Канада Софія Янсен Слоун Мак-Кензі Джесі Грант Джулія Ліллей | 1:48.143  |

#### Байдарка
| Дистанція  | Золото                                                             | Золото    | Срібло                                                            | Срібло    | Бронза                                                                             | Бронза    |
| ---------- | ------------------------------------------------------------------ | --------- | ----------------------------------------------------------------- | --------- | ---------------------------------------------------------------------------------- | --------- |
| Б–1 200 м  | Ліза Керрінгтон Нова Зеландія                                      | 38.932    | Яле Стейнепрейс Австралія                                         | 40.010    | Домініка Путто Польща                                                              | 40.367    |
| Б–1 500 м  | Ліза Керрінгтон Нова Зеландія                                      | 1:47.769  | Емма Єргенсен Данія                                               | 1:49.102  | Тамара Чіпеш Угорщина                                                              | 1:50.699  |
| Б–1 1000 м | Алісса Булл Австралія                                              | 3:54.864  | Юстина Іскшицька Польща                                           | 3:56.663  | Естер Рандешші Угорщина                                                            | 3:57.556  |
| Б–1 5000 м | Естефенія Фернандес Іспанія                                        | 22:45.357 | Меделін Шмідт Канада                                              | 22:46.612 | Меліна Андерссон Швеція                                                            | 22:56.996 |
| Б–2 200 м  | Польща Мартина Клатт Гелена Висневська                             | 36.681    | Німеччина Пауліна Пашек Юле Гаке                                  | 36.877    | Угорщина Бланка Кішш Анна Луц                                                      | 37.302    |
| Б–2 500 м  | Данія Емма Єргенсен Фредерікке Маттісен                            | 1:39.856  | Польща Мартина Клатт Гелена Висневська                            | 1:40.824  | Німеччина Пауліна Пашек Юле Гаке                                                   | 1:41.597  |
| Б–4 500 м  | Нова Зеландія Ліза Керрінгтон Алісія Госкін Олівія Бретт Тара Воен | 1:30.606  | Польща Кароліна Ная Анна Пулавська Адріанна Каколь Домініка Путто | 1:31.320  | Іспанія Сара Узанде Естефанія Фернандес Кароліна Гарсія Отеро Марія Тереса Портела | 1:31.955  |

### Мікст
Неолімпійські дистанції 
| Дистанція | Золото                              | Золото   | Срібло                                    | Срібло   | Бронза                                        | Бронза   |
| --------- | ----------------------------------- | -------- | ----------------------------------------- | -------- | --------------------------------------------- | -------- |
| К–2 500 м | Канада Коннор Фіцпатрік Кеті Венсан | 1:45.771 | Польща Віктор Глазунов Сільвія Щербинська | 1:46.219 | Італія Олімпія Делла Джустіна Даніеле Сантіні | 1:47.663 |
| Б–2 500 м | Німеччина Лена Ролінгс Якоб Шопф    | 1:33.033 | Австралія Алісса Булл Джексон Коллінс     | 1:33.179 | Іспанія Барбара Пардо Іньїго Пенья            | 1:33.912 |

### Параканое
Непараолімпійські дистанції 

#### Чоловіки
| Дистанція | Золото                        | Золото   | Срібло                       | Срібло   | Бронза                     | Бронза   |
| --------- | ----------------------------- | -------- | ---------------------------- | -------- | -------------------------- | -------- |
| KL1       | Петер Кісс Угорщина           | 45.193   | Ремі Булле Франція           | 46.036   | Луїс Сілва Бразилія        | 46.542   |
| KL2       | Кертіс Макграт Австралія      | 40.200   | Микола Синюк Україна         | 41.614   | Федеріко Манкарелла Італія | 41.658   |
| KL3       | Ділан Літтлехейлс Австралія   | 40.050   | Джонатан Янг Велика Британія | 40.200   | Брахім Гендуз Алжир        | 40.492   |
| VL1       | Бенджамін Сейнсбері Австралія | 1:02.735 | Девід Гонсалес Іспанія       | 1:05.932 | Карлос Морейра Бразилія    | 1:06.086 |
| VL2       | Фернандо Руфіньйо Бразилія    | 50.344   | Іґор Тофаліні Бразилія       | 51.299   | Стівен Акстон США          | 52.089   |
| VL3       | Владислав Єпіфанов Україна    | 48.238   | Джек Еєрс Велика Британія    | 48.602   | Кертіс Макграт Австралія   | 48.879   |

#### Жінки
| Дистанція | Золото                          | Золото   | Срібло                     | Срібло   | Бронза                    | Бронза   |
| --------- | ------------------------------- | -------- | -------------------------- | -------- | ------------------------- | -------- |
| KL1       | Марина Мажула Україна           | 51.824   | Катерінн Воллерманн Чилі   | 53.571   | Бріанна Геннессі Канада   | 53.800   |
| KL2       | Шарлотт Гендшоу Велика Британія | 48.706   | Емма Вінгс Велика Британія | 49.690   | Каталін Варга Угорщина    | 50.808   |
| KL3       | Лаура Шугар Велика Британія     | 45.418   | Нелія Барбоса Франція      | 47.028   | Феліція Лаберер Німеччина | 47.190   |
| VL1       | Вікторія Пістіс Шаблова Італія  | 1:10.952 | Пооджа Оджха Індія         | 1:18.736 | Джоселін Муньйос Чилі     | 1:19.618 |
| VL2       | Емма Вінгс Велика Британія      | 57.100   | Бріанна Геннессі Канада    | 58.766   | Сюзан Сейпел Австралія    | 59.232   |
| VL3       | Гоуп Гордон Велика Британія     | 56.199   | Еріка Скарф Канада         | 57.582   | Марі Сантіллі Бразилія    | 59.232   |

## Результати збірної України

### Чоловіки
| Спортсмен | Дисципліна      | Попередній заїзд | Попередній заїзд | Півфінал | Півфінал | Фінал    | Фінал  |
| Час | Місце           | Час              | Місце            | Час      | Місце    |          |        |
| --- | --------------- | ---------------- | ---------------- | -------- | -------- | -------- | ------ |
| Олег Боровик Полтавська область                                                                                                 | К-1 200 метрів  | 40.779           | 2 ПФ             | 40.674   | 4 ФB     | 41.482   | 1 (10) |
| Павло Алтухов Полтавська область                                                                                                | К-1 500 метрів  | 1:49.143         | 2 ПФ             | 1:48.245 | 1 ФА     | 1:48.148 | 6      |
| Павло Алтухов Полтавська область                                                                                                | К-1 1000 метрів | 4:05.413         | 2 ПФ             | 3:49.330 | 3 ФА     | 3:53.060 | 8      |
| Дмитро Янчук Полтавська область                                                                                                 | К-1 5000 метрів | Н/Д              | Н/Д              | Н/Д      | Н/Д      |          |        |
| Віталій Вергелес Львівська областьАндрій Рибачок Волинська область                                                              | К-2 500 метрів  | 1:44.554         | 3 ПФ             | 1:41.577 | 4 ФB     | 1:41.001 | 1 (10) |
| Павло Борсук Волинська областьАртем Четверак Запорізька область                                                                 | К-2 1000 метрів | 3:51.730         | 1 ФА             | Н/Д      | Н/Д      | 3:48.993 | 8      |
| Віталій Вергелес Львівська областьАндрій Рибачок Волинська областьДмитро Янчук Полтавська областьТарас Міщук Полтавська область | К-4 500 метрів  | Н/Д              | Н/Д              | Н/Д      | Н/Д      | 1:32.725 | 3      |
| Олександр Зайцев Львівська область                                                                                              | Б-1 200 метрів  | 36.635           | 3 ПФ             | 35.220   | 5 ФB     |          |        |
| Владислав Волошин Одеська область                                                                                               | Б-1 500 метрів  | 1:41.486         | 3 ПФ             | 1:44.326 | 6 ФB     | 1:42.999 | 9 (18) |
| Владислав Волошин Одеська область                                                                                               | Б-1 1000 метрів | 3:45.310         | 5 ПФ             | 3:33.916 | 5 ФC     | 3:38.822 | 4 (22) |
| Олександр Сиромятников Херсонська область                                                                                       | Б-1 5000 метрів |                  |                  |          |          |          |        |
| Олександр Сиромятников Херсонська областьОлександр Зайцев Львівська область                                                     | Б-2 500 метрів  | 1:31.185         | 3 ПФ             | 1:33.530 | 8 ФC     | 1:32.942 | 6 (24) |
| Віталій Брезіцький Львівська областьВіталій Бистревський Львівська область                                                      | Б-2 1000 метрів | 3:31.132         | 3 ПФ             | 3:16.110 | 2 ФА     | 3:19.701 | 9      |
| Олег Кухарик Полтавська областьДмитро Даниленко Вінницька областьІгор Трунов Полтавська областьІван Семикін Київська область    | Б-4 500 метрів  | 1:19.614         | 1 ПФ             | 1:18.710 | 1 ФА     | 1:19.631 | 3      |

### Жінки
| Спортсменка | Дисципліна      | Попередній заїзд | Попередній заїзд | Півфінал | Півфінал | Фінал            | Фінал  |
| Час | Місце           | Час              | Місце            | Час      | Місце    |                  |        |
| --- | --------------- | ---------------- | ---------------- | -------- | -------- | ---------------- | ------ |
| Людмила Лузан Полтавська область                                                                                                | К-1 200 метрів  | 46.783           | 2 ПФ             | 46.227   | 2 ФA     | 46.832           | 7      |
| Людмила Лузан Полтавська область                                                                                                | К-1 500 метрів  | 2:10.926         | 2 ФA             | Н/Д      | Н/Д      | DNS              | 9      |
| Олена Циганкова Рівненська область                                                                                              | К-1 1000 метрів | 4:59.475         | 3 ФA             | Н/Д      | Н/Д      | 4:38.671         | 7      |
| Ксенія Романчук Івано-Франківська областьЮліана Путніна Житомирська область                                                     | К-2 200 метрів  | 46.671           | 8 ПФ             | 50.473   | 9        | Завершили виступ | 18     |
| Людмила Лузан Полтавська областьВалерія Терета Львівська область                                                                | К-2 500 метрів  | 1:58.732         | 1 ПФ             | 1:56.494 | 3 ФА     | 1:56.987         | 8      |
| Інна Клінова Херсонська область                                                                                                 | Б-1 200 метрів  | 43.297           | 6 ПФ             | 3:38.822 | 5 ФB     | 42.067           | 4 (13) |
| Сніжана Сталінова Житомирська область                                                                                           | Б-1 500 метрів  | 1:59.470         | 4 ПФ             | 1:53.701 | 7 ФC     |                  |        |
| Діана Рибак Житомирська областьІнна Клінова Житомирська область                                                                 | Б-2 200 метрів  | 38.235           | 4 ПФ             | 38.693   | 1 ФА     | 37.974           | 6      |
| Діана Танько Полтавська областьНаталія Докієнко Київська область                                                                | Б-2 500 метрів  | 1:43.846         | 2 ПФ             | 1:44.681 | 9        | Завершили виступ |        |
| Діана Танько Полтавська областьНаталія Докієнко Київська областьГанна Павлова Хмельницька областьІнна Грищун Полтавська область | Б-4 500 метрів  | 1:34.338         | 5 ПФ             | 1:34.951 | 5 ФB     | 1:35.789         | 4 (13) |

### Мікст
| Спортсмени                                                           | Дисципліна     | Попередній заїзд | Попередній заїзд | Півфінал | Півфінал | Фінал | Фінал |
| Час                                                                  | Місце          | Час              | Місце            | Час      | Місце    |       |       |
| -------------------------------------------------------------------- | -------------- | ---------------- | ---------------- | -------- | -------- | ----- | ----- |
| Тарас Кузик Полтавська областьЮліана Путніна Житомирська область     | К-2 500 метрів | 1:48.553         | 4 ПФ             | 1:48.747 | 2 ФA     |       |       |
| Василь Смілка Львівська областьСніжана Сталінова Житомирська область | Б-2 500 метрів | 1:40.908         | 4 ПФ             | 1:38.103 | 4 ФB     |       |       |

### Параканое
| Спортсмен(ка)                        | Дисципліна | Попередній заїзд | Попередній заїзд | Півфінал | Півфінал | Фінал  | Фінал |
| Час                                  | Місце      | Час              | Місце            | Час      | Місце    |        |       |
| ------------------------------------ | ---------- | ---------------- | ---------------- | -------- | -------- | ------ | ----- |
| Микола Синюк Рівненська область      | KL2        | 42.097           | 1 ФА             | Н/Д      | Н/Д      | 41.614 | 2     |
| Андрій Кривчун Полтавська область    | VL2        | 56.356           | 3 ПФ             | 54.383   | 2 ФА     | 54.246 | 7     |
| Владислав Єпіфанов Черкаська область | VL3        | 47.269           | 1 ПФ             | 47.747   | 1 ФА     | 48.238 | 1     |
| Марина Мажула Волинська область      | KL1        | 52.492           | 1 ФА             | Н/Д      | Н/Д      | 51.824 | 1     |
| Наталія Лагутенко Рівненська область | VL3        | 1:00.890         | 4 ПФ             | 1:01.805 | 1 ФА     |        |       |